# Molly – familjeflickan
Molly – familjeflickan är en svensk porrfilm från 1977 i regi av Bert Torn. Filmen premiärvisades 11 april 1977 på biograf Woodstock i Stockholm. Den spelades in av Bert Torn och Jean-Jacques Renon. Som förlaga har man en fri tolkning av Daniel Defoes roman Fortunes and Misfortunes of the Famous Moll Flanders som utgavs 1722. Den kom i svensk översättning 1944 under namnet Moll Flanders. 

## Roller i urval
- Marie Forså - Molly
- Chris Chittell - Peter
- Eva Axen - Eva
- Peter Loury - Robin
- Darby Lloyd Rains - Lady Fleming
- Kim Pope - Anna
- Eric Edwards - Lord Fleming
- Anne Magle - Peggy
- Jack Bjurquist - Leopold
- André Chazel - Mauritz
- Anita Ericsson - Linda
- Sissi Kaiser - boutiqueägaren
- Nina Gunke - mannekäng
- Rune Hallberg - partygäst
- Jim Steffe
- Louise Frevert - partygäst

## Musik i filmen
- Generation, kompositör Paul de Senneville, text Olivier Toussaint

1. ↑  Molly - familjeflickan (1977), Svensk Filmdatabas, Svenska Filminstitutet, läs online, läst: 15 mars 2025.[källa från Wikidata]